# کلاته ملا (درمیان)
کلاته ملا روستایی در دهستان قهستان بخش قهستان شهرستان درمیان استان خراسان جنوبی ایران است. بر پایه سرشماری عمومی نفوس و مسکن در سال ۱۳۹۰ جمعیت این روستا ۱۶۳ نفر (در ۵۶ خانوار) بوده است.